# CA Immo
Die CA Immobilien Anlagen AG
(CA Immo) ist eine österreichische Immobiliengesellschaft mit Sitz in Wien. Das Unternehmen ist in Zentraleuropa tätig. Für das Geschäftsjahr 2024 verzeichnete das Unternehmen ein Nettomietergebnis von 202,2 Mio. EUR.

## Geschichte
CA Immo wurde 1987 als Teil der Creditanstalt-Bankverein, einer österreichischen Geschäftsbank, gegründet und notiert seit 1988 an der Wiener Börse; seit April 2007 wird die CA-Immo-Aktie im Prime Market gehandelt.
Mit einer Beteiligung von rund 62 % am Grundkapital ist SOF-11 Klimt CAI S.à. r.l., Luxemburg, eine von Starwood Capital Group verwaltete Gesellschaft, größter Aktionär der Gesellschaft. Die restlichen rund 38 % der Aktien befinden sich im Streubesitz bzw. als eigene Aktien im Besitz der Gesellschaft (Stand: Juni 2025).
Im Jahr 2008 übernahm CA Immo in Deutschland die deutsche Vivico Real Estate GmbH, eine Tochtergesellschaft der Deutschen Bahn, einschließlich aller nicht betriebsnotwendigen Grundstücke und Brachflächen der Deutschen Bahn sowie der Niederlassungen in München, Berlin und Frankfurt.
Ein langjähriges Ziel von CA Immo war es, mit dem ATX-Kollegen Immofinanz zu fusionieren oder diesen zu übernehmen. Die Fusionsverhandlungen scheiterten 2014, ebenso ein Übernahmeangebot der CA Immo im Frühjahr 2015. Im August 2016 verkaufte der damalige Kernaktionär der CA Immo, die O1 Group, die vom russischen Immobilienmilliardär Boris Mints und seinem Sohn Dmitry Mints kontrolliert wurde, ihren 26%igen Anteil an der CA Immo an den österreichischen Immobilieninvestor Immofinanz, dessen Ziel es ebenfalls war, beide Unternehmen zu fusionieren. Nachdem dieser Plan gescheitert war, verkaufte Immofinanz Ende September 2018 ihre Beteiligung an CA Immo an die Starwood-Gruppe.

## Management
Keegan Viscius zog per 1. November 2018 als neuer Chief Investment Officer und per 10. Juni 2023 als Chief Executive Officer in den Vorstand ein und verantwortet die Bereiche Investment & Asset Management, Development, Corporate Communications & Sustainability, Market Research & Data Analysis sowie IT.
Andreas Schillhofer übernahm per 1. Juni 2019 die Leitung des Finanzressorts und ist für die Bereiche Rechnungswesen & Steuern, Controlling, Finanzierung, Immobilienbewertung, Capital Markets & Investor Relations, Corporate Office (inkl. Compliance und Organisation) sowie Legal verantwortlich.
Corporate Strategy, Risikomanagement, Interne Revision und HR fallen in den gemeinsamen Verantwortungsbereich von Keegan Viscius und Andreas Schillhofer.